# Psicosis
Dionicio Castellanos Torres, ps. Psychosis, Psicosis (ur. 19 maja 1971) – meksykański wrestler. Występuje w Asistencia Asesoría y Administración. W przeszłości występował m.in. w World Wrestling Entertainment, World Championship Wrestling, Extreme Championship Wrestling, Consejo Mundial de Lucha Libre, Total Nonstop Action i Xtreme Pro Wrestling.
Jego pseudonim najczęściej zapisywany jest jako „Psychosis” (przede wszystkim w WCW), lecz poprawnym zapisem jest „Psicosis”. ECW jest jedną z nielicznych amerykańskich promocji, w której wymawiano jego imię prawidłowo.
Psicosis był najkrócej panującym WCW Cruiserweight Championem. Posiadał on ten tytuł krócej niż godzinę.

## Kariera
Castellanos, trenowany przez swojego brata Fobię oraz Reya Misterio Sr. zadebiutował jako „El Salvaje”, co znaczy „Dziki” (miał wtedy pomalowaną twarz). Często tworzył tag team wraz ze swoim bratem.
W marcu 1989 roku Torres zadebiutował w AAA jako Psicosis. Stoczył w tym czasie ważne walki, m.in. z El Hijo del Santo, czy Reyem Mysterio. Joey Styles stwierdził, że Psicosis i Mysterio stoczyli w czasie swoich karier około 500 wspólnych pojedynków. Torres walczył również z La Parką (w WCW tworzyli team), Juventudem Guerrerą, a także jego ojcem – Fuerzą.
Psicosis pierwszy raz pokazał się amerykańskiej widowni na gali PPV – When Worlds Collide, gdzie on, Fuerza Guerrera i Madonna’s Boyfriend pokonali drużynę, którą reprezentowali Heavy Metal, Latin Lover i Rey Mysterio Jr.
W drugiej połowie 1995 roku Psicosis stoczył także trzy walki z Reyem Misterio Jr (ECW).

### World Championship Wrestling
W 1996 roku podpisał kontrakt z WCW, zmieniając przy tym imię na „Psychosis”. Jego debiut na gali Nitro miał miejsce 8 lipca 1996 roku, gdzie podczas WCW’s tour of Disney MGM Studios pokonał Eddiego Guerrero. W początkowych latach toczył walki głównie z innymi luchador’ami, często pojawiając się na galach PPV. Wdał się feud z Último Dragónem, podczas którego początkowo pełnił rolę face’a. W późniejszym okresie Psychosis został zatrudniony przez byłego managera Último Dragóna – Sonny’ego Onoo, w wyniku czego przeszedł heelturn. W czasie trwania tego feudu, Psychosis ani razu nie był w stanie pokonać Ultimo.
Później, wciąż pod opieką Onoo, zaczął występować w teamie z La Parką. Po tym jak menedżer opuścił ich na rzecz Mortisa i Wratha, zespół zaczął się rozpadać. La Parka atakował Psychosisa po walkach. 19 kwietnia 1998 na Spring Stampede doszło między nimi do walki, która zakończyła się wygraną Psychosisa.
W 1998 roku Psychosis dołączył do założonej przez Eddiego Guerrero grupy – Latino World Order (LWO). Grupa w całości złożona z meksykańskich wrestlerów, została rozwiązana przez Rica Flaira podczas WCW Monday Nitro z 11 stycznia. 19 kwietnia Psychosis pokonał Blitzkriega, Juventuda Guerrerę i Reya Mysterio, w wyniku czego zdobył swój pierwszy WCW Cruiserweight Championship. Nie był to jednak długi reign, gdyż stracił tytuł na rzecz Mysterio już tydzień później.
Nieoficjalnie Psychosis stracił maskę 26 sierpnia 1999 podczas trasy po Meksyku przegrywając z Reyem Mysterio. 27 września, podczas Nitro, doszło do oficjalnej utraty maski po przegranej z Billym Kidmanem w meczu o stypulacji Hair vs Mask.
Okazyjnie Psychosis walczył w teamie z Juventudem Guerrerą. Krótko po tym Guerrera zdobył IWGP Junior Heavyweight Title, lecz doznał kontuzji (w rzeczywistości Guerrera i Jerry Flynn zostali aresztowanie za jazdę pod wpływem alkoholu). W wyniku tego to właśnie Psychosis bronił tego tytułu w przegranej walce z Jushinem Ligerem (poprzedni mistrz). Jednakże ani zdobycie tytułu przez Juventuda, jak i bronienie go przez Psychosisa nie jest oficjalnie uznawane przez New Japan Pro Wrestling.
Krótko po stracie maski Psychosis zdobył swój drugi WCW Cruiserweight Title przejmując go po Lennym Lane’ie. Lane odgrywał gimmick krzykliwego homoseksualisty, spowodowało iż WCW popadło w konflikt z GLAAD (organizacja broniąca praw homoseksualistów). W wyniku tej sytuacji, Lane został zdjęty z telewizji, zaś Psychosisowi przyznano pas. Komentatorzy WCW utrzymywali, iż zdobył go podczas house show. Psychosis stracił tytuł już tego samego wieczora na rzecz Disco Inferno. To wydarzenie sprawiło, że o zawodniku zaczęto mówić jako o wrestlerze, który stracił dwa tytuły, których w rzeczywistości nigdy nie wygrał.

### Inne promocje
Wiosną 2000 roku został zwolniony z WCW, co zaowocowało krótkim powrotem do ECW. W tym czasie jego rywalem był Yoshihiro Tajiri, a podczas PPV Heat Wave walczył w Four-Way Dance przeciwko takim wrestlerom jak Yoshihiro Tajiri, Mikey Whipwreck i Little Guido.
Psicosis walczył także w działającej krótko X Wrestling Federation oraz World Wrestling All-Stars. Zaliczył również krótki pobyt w All Japan Pro Wrestling. Pojawił się też w Xtreme Pro Wrestling gdzie dołączył do Konnana, Juventuda Guerrery, Halloweena oraz Damiena, wraz z którymi stworzyli grupę „La Familia”.
Psychosis wdał się w spór z federacją AAA w związku z prawem do używania jego pseudonimu ringowego. W wyniku tego sporu zmienił swój pseudonim na Nicho El Millonario i kontynuował pracę głównie w Meksyku, ale także w USA i federacji CMLL. Parokrotnie występował w Total Nonstop Action Wrestling, gdzie wziął udział w turnieju mającym miejsce podczas Victory Road 2004. Wygrał go inny luchador – Hector Garza.
W 2005 roku, powrócił do AAA, gdzie stoczył feud z wrestlerem o imieniu El Leon Negro, który przejął pseudonim „Psicosis” po Torresie. Podczas Triplemanii XIII, doszło pomiędzy nimi do „Name vs. Name” Ladder Match. Podczas walki interweniował Histeria, który zgarnął ten pseudonim dla siebie.

### World Wrestling Entertainment
W 2005 roku Castellanos podpisał kontrakt z WWE. 12 czerwca wystąpił na wyprodukowanej przez WWE gali ECW One Night Stand przegrywając z Reyem Mysterio. 6 dni później zadebiutował w telewizji, gdy podczas WWE Velocity, walcząc w teamie z Super Crazy pokonał Akio i Billy’ego Kidmana.
Niedługo miało dojść do utworzenia grupy The Mexicools, w skład której weszli Psicosis, Super Crazy oraz Juventud Guerrera. Grupa zadebiutowała 23 czerwca, gdy cała trójka wjechała pod ring kosiarką John Deere, na której naklejono naklejkę z napisem Juan Deere, tak by była bardziej meksykańska. Grupa zaatakowała Chavo Guerrero i Paula Londona podczas ich walki o WWE Cruiserweight Championship.
Juventud uciął promo, w którym m.in. narzekał na brak luchadorów w federacji. Głównym tematem promo był stan Meksykanów w Stanach Zjednoczonych. Psicosis określił kosiarkę jako „Mexican Limo 2005”. Grupa stwierdziła, że nawet meksykański prezydent ośmiesza Meksykanów mieszkających w USA (odnieśli się tu do stwierdzenia Vicente Foxa, który powiedział iż meksykańscy imigranci wykonują pracę, której nawet Czarni nie chcą się podjąć). Juventud oznajmił, że „już więcej nie będą sprzątać toalet i pracować dla „nich” („gringos”), lecz to „oni” będą pracować dla „nas” (The Mexicools)”. W kolejnych tygodniach Mexicools często interweniowali w różne pojedynki, cały czas parodiując stereotypowych Meksykanów.
24 lipca Mexicoolsi zaliczyli swoje pierwsze zwycięstwo na PPV. Na gali Great American Bash w Buffalo pokonali the Blue World Order w six-man tag matchu. Później trio wdało się w feud z Vito i Nunzio, podczas którego przeszli faceturn.
2 grudnia podczas gali SmackDown! Super Crazy i Psicosis wygrali 6-team battle royal zdobywając prawo do walki o WWE Tag Team Championship podczas Armageddon 2005. MNM stracili pasy zanim doszło do zaplanowanego pojedynku. 27 stycznia 2006 roku podczas SmackDown! Super Crazy i Psicosis pokonali The Dicks (Chad Wicks i John Toland) oraz the F.B.I zdobywając prawo do uczestnictwa w Royal Rumble. Psicosis pojawił się w Royal Rumble Matchu z numerem 4, ale został szybko wyeliminowany przez Reya Mysterio.
W 2006 roku WWE utworzyło trzeci brand – ECW. Mówiło się o tym, że Super Crazy trafi właśnie tam, zostawiając Psicosisa na SmackDown! Jakiś czas później na One Night Stand doszło do pojedynku gdzie Super Crazy walczył w teamie z Tajirim w walce przeciwko F.B.I. Od tego czasu partnerstwo Psicosisa i Crazy’ego zaczęło się rozpadać. Ostatecznie team rozpadł się, a Psicosis przeszedł heelturn. 21 lipca Super Crazy pokonał Psicosisa na Smackdown!. Był to ostatni pojedynek Psicosisa pokazany w telewizji.
WWE.com potwierdziło, iż Psicosis został zwolniony 1 listopada 2006 roku po tym, jak został aresztowany.

### Consejo Mundial de Lucha Libre
Do 2007 roku Psicosis występował w CMLL jako „Nicho El Millionaro”. Pod koniec 2006 roku doszło do jego walki z Hijo del Rey Misterio, podczas którego doznał urazu nosa, a także stracił włosy w wyniku stypulacji. Tuż po walce został odwieziony do pobliskiego szpitala.

### Asistencia Asesoría y Administración
3 marca 2007 podczas jednego z epizodów programu AAA, Psicosis pojawił się jako Nicho i wdał się w walkę z Cibernetico.
Psicosis dołączył do nowej wersji La Familia de Tijuana utworzonej przez Halloweena, do której należał też Extreme Tiger.
Po powrocie z absencji dołączył do nowej grupy Joe Lidera, pomagając mu zaatakować La Familia de Tijuana oraz the Mexican Powers.
14 września 2008 podczas gali Verano de Escandalo, Nicho oraz Joe Lider zdobyli AAA World Tag Team Championship pokonując Crazy Boya i Ultimo Gladiador, The Hart Foundation 2.0 (Jack Evans i Teddy Hart) oraz mistrzów Halloween & Extreme Tiger w Fatal Four Way Ladder matchu.

## Tytuły i osiągnięcia
- All Pro Wrestling
  - APW Internet Championship (1 raz)[1]
- Asistencia Asesoría y Administración
  - AAA World Tag Team Championship (1 raz) – z Joe Lider
- Comisión de Box y Lucha Libre Mexico D.F.
  - Mexican National Trios Championship (2 razy) – z Fuerza Guerrera & Blue Panther (1) oraz z Halloween & Damián 666 (1)
  - Mexican National Welterweight Championship (2 razy)
- World Championship Wrestling
  - WCW Cruiserweight Championship (2 razy)
- World Pro Wrestling
  - WPW Cruiserweight Championship (1 raz)
- World Wrestling Association
  - WWA National Welterweight Championship (2 razy)
  - WWA World Welterweight Championship (2 razy)
  - WWA World Junior Light Heavyweight Championship (1 raz)
- Pro Wrestling Illustrated
  - PWI uznało go za #107 spośród 500 najlepszych wrestlerów 2003 roku.